# Aedes squamiger
Aedes squamiger é um espécie de mosquito do Género Aedes, pertencente à família Culicidae.